# اسفورین علیا
{{جعبه اطلاعات روستای ایران
|نام‌رسمی=اسفورین علیا
|روی‌نقشه=
|عرض‌جغرافیایی=
|طول‌جغرافیایی=
|تویر=
|اندازه‌تصویر=
|برچسب‌تصویر=
|استان=کرمان
|شهرستان=بردسیر
|بخش= بخش لاله‌زار
|دهستان=قلعه عسگر
|نام‌محلی=
|نام‌های‌دیگر=
|نام‌های‌قدیمی=
|سال‌بنیاد=
|جمعیت= ۱۲۷ نفر
|رشدجمعیت=
|تراکم‌جمعیت=
|زبان=فارسی روان
|مذهب=شیعه
|مساحت=
|ارتفاع=
|میانگین‌دما=۲۴ درجه
|میانگین‌بارش‌سالانه=
|شمارروزهای‌یخبندان=سه ماه
|کد آماری    =۱۱۸۲۲۹
|ره‌آورد=محصولات طبیعی. لبنیات. گردو. زیره
|پیش‌شماره=
|وبگاه=
|جمله‌خوشامد=به دیار مردمی مهربان وطبیعتی بکرخوشآمدید. مقدمتان گل‌باران
|پانویس=
}
اسفورین علیا، روستایی از توابع بخش لاله‌زار شهرستان بردسیر در استان کرمان ایران است. این روستا در فاصله ۱۲ کیلومتری از جاده آسفالته کرمان- بافت قرار دارد. راه دسترسی به این روستا خاکی وازشرق به جاده کرمان بافت باجاده خاکی وازغرب باراه مال رو (پیاده‌رو) به روستای خواجه سهیل. بیدخوان. ازبخش مرکزی شهرستان بردسبر استان کرمان وازجنوب باراه مال روبه روستای مدیم به فاصله حدوددوکیلومتری
وازآنجابافاصله حدود دوکیلومتری باجاده خاکی به روستای مادون ازتوابع دهستان قلعه عسکر بخش لاله زارشهرستان بردسیر استان کرمان. ایران. می‌باشد.

## جمعیت
این روستا در دهستان قلعه عسکر قرار دارد و براساس سرشماری مرکز آمار ایران در سال ۱۳۸۵، جمعیت آن ۴۳ نفر (۱۴خانوار) بوده‌است.